# اندیس قهرود (سنگ تزئینی)
قهرود (سنگ تزئینی) یک اندیس مصالح ساختمانی است که در حوالی شهر کاشان استان اصفهان قرار دارد و مادهٔ معدنی موجود در آن، سنگ تزئینی است.  